# Sven Erik Vikström
Sven Erik Herman Vikström, född 8 juli 1927 i Borlänge, död 28 september 2002 i Sankt Johannes församling i Stockholm, var en svensk operasångare (tenor).

## Biografi
Sven Erik Vikström var född och uppväxt i Kvarnsveden i Borlänge. Han var son till reparatören Herman Vikström och Hanna, ogift Aspman. Han var utbildad körsnär och gick i lära hos Qvarnströms Päls i Borlänge, där han också var anställd i åtta år. På fritiden tog han sånglektioner för Stina Lunner i Fornby. Han prövade till Operaskolan 1950 och kom in, men han tyckte inte att skolan var något för honom och hoppade av redan efter ett år. 1951 blev det i stället Operettskolan där han fick sjunga en gladare och roligare repertoar.
Han fick sitt genombrott i Orfeus i underjorden på Kungliga Teatern 1955, där han sedan var anställd i 26 år 1955–1981. På Operan medverkade han i uppsättningar som till exempel Rigoletto, Trollflöjten, Hoffmans äventyr och Mästersångarna i Nürnberg.
Vikström var även frilansare i radio och TV, många minns honom säkert från den populära radioserien Schlagerfrågan där han spexade och sjöng tillsammans med bland andra Gösta Bernhard och Sickan Carlsson. Han medverkade också i Estrad.
I början av sin karriär var han medlem i sånggruppen Kvartetten Synkopen. Han var också användbar som revyartist både i Borlänges nyårsrevy och i Peter Flacks revyer i Örebro. Han reste med operetter i folkparkerna, var engagerad vid Oscarsteatern och framträdde tillsammans med Gnesta-Kalle. Sven Erik Vikström uppträdde även utomlands bland annat i London, Edinburgh och vid Norska Operan.
De sista åren var Vikström svårt sjuk. 1994 satte Borlänge Musikteater upp musikalen Kiss Me, Kate och engagerade Sven Erik Vikström som regissör. Han åtog sig uppgiften men blev efter ett tag tvungen att lämna återbud på grund av sin sjukdom.
Han sjöng den svenska versionen (ny dubbning)  av sången "Bella Notte" i Lady och Lufsen, och i några kortfilmer gör han rösten till Musse Pigg.
Sven Erik Vikström gifte sig 1955 med Kerstin Johansson (född 1927), omgift von Bergen, dotter till typografen Fredrik Johansson och Gärda Sigfried. Efter skilsmässa gifte han 1967 om sig med Brita Hedlund (1931–2012), dotter till typografen Erik Hedlund och Irma, ogift Elthin. I det senare äktenskapet fick han en son: sångaren Thomas Vikström (född 1969). Makarna Vikström är begravda på Norra griftegården i Kvarnsveden, Borlänge.

## Filmografi[8]
- 1959 – Pajazzo
- 1960 – Tre önskningar
- 1964 – Svenska bilder
- 1965 – Maskeradbalen
- 1971 – Midsommardansen
- 1973 – Carmen
- 1977 – Måndagarna med Fanny
- 1978 – Poppeas kröning
- 1983 – Musse Piggs julsaga (röst till Musse Pigg)
- 1985–1986 – Vägen till Gyllenblå! (TV-serie)
- 1986 – Resan till Amerika
- 1987 – Ängslans boningar
- 1988 – Landet för längesedan (rösten till Petrie)
- 1990 – Bernard och Bianca i Australien (rösten till Frank)

## Teater

### Roller (ej komplett)
| År   | Roll            | Produktion                                                       | Regi                       | Teater         |
| ---- | --------------- | ---------------------------------------------------------------- | -------------------------- | -------------- |
| 1958 | Direktör Mild   | Milda makter Antony Hopkins och Michael Flanders                 | Bengt Peterson             | Blancheteatern |
| 1960 | Direktör Mild   | Milda makter Antony Hopkins och Michael Flanders                 | Bengt Peterson             | Blancheteatern |
| 1980 | Ralph Rickstraw | HMS Pinafore Arthur Sullivan och W. S. Gilbert                   | Hans Alfredson             | Oscarsteatern  |
| 1982 | General Nelson  | Animalen Lars Johan Werle och Tage Danielsson                    | Tage Danielsson            | Oscarsteatern  |
| 1986 |                 | Mannen från La Mancha Mitch Leigh, Dale Wasserman och Joe Darion | Folke Abenius Mary Bettini | Oscarsteatern  |

## Utmärkelser
- 1981 – Jussi Björlingstipendiet